# Le Grand Jeu (film, 2015)
Pour les articles homonymes, voir Le Grand Jeu.
Pour plus de détails, voir Fiche technique et Distribution.
Le Grand Jeu est un film à suspense français réalisé par Nicolas Pariser et sorti en 2015.

## Synopsis
Pierre Blum (Melvil Poupaud), la quarantaine, est un écrivain qui a connu son heure de gloire mais n'écrit plus depuis des années. Lors d'un mariage, il rencontre un personnage énigmatique, Joseph Paskin (André Dussolier). Influent dans le monde politique, cet homme charismatique lui propose peu de temps après un étrange marché : écrire, anonymement, un livre d'appel à l'insurrection afin de faire démissionner un ministre gênant. Mais à la sortie du pamphlet, les personnes entourant Joseph sont menacées une à une, et celui-ci disparaît. Pierre est lui aussi agressé et contraint de se réfugier en province dans une ferme où vivent des militants d'extrême gauche. Il y retrouve de vieilles connaissances...

## Fiche technique
- Titre : Le Grand Jeu
- Réalisation : Nicolas Pariser
- Scénario : Nicolas Pariser
- Musique : Benoît de Villeneuve et Benjamin Morando
- Montage : Léa Masson
- Photographie : Sébastien Buchmann
- Costumes : Anne-Sophie Gledhill
- Décors : Nicolas de Boiscuillé
- Production : Olivier Père, Rémi Burah, Emmanuel Agneray et Jérôme Bleitrach
- Sociétés de production : Bizibi, Arte France Cinéma et Les Films du 10, en association avec Cinémage 9
- Société de distribution : BAC Films
- Pays de production :  France
- Langue originale : français et secondairement anglais
- Durée : 99 minutes
- Format : couleur - 1,85:1
- Genre : thriller
- Dates de sortie :
  - Suisse : 9 août 2015 (Festival de Locarno)
  - France : 15 octobre 2015 (Festival de La Roche-sur-Yon) ; 16 décembre 2015 (sortie nationale)

## Distribution
- Melvil Poupaud : Pierre Blum
- André Dussollier : Joseph Paskin
- Clémence Poésy : Laura Haydon
- Sophie Cattani : Caroline, l'ex femme de Pierre
- Nicolas Wanczycki : l'homme à l'oreillette
- Gavino Dessi : Marco Scavarda
- Antoine Chappey : Copeau
- Audrey Bastien : la jeune fille de la librairie
- Chloé Mazlo : la jeune femme de la galerie
- Lucie Borleteau : l'autre jeune femme de la galerie
- Bernard Verley :  le général
- Vanessa Larré : Juliette
- Thomas Chabrol : le sénateur Darcy
- Nathalie Richard : Pauline
- Grégory Gatignol : l'agent provocateur
- Guillaume Verdier : l'autre agent provocateur
- François Orsoni : Louis
- François Marthouret : Gérard, le père de Louis
- Stéphane Mugnier :
- Jonathan Boudina :
- Eugénie Gaudel :
- Jean-Denis Marccocio :
- Camille Constantin : la stagiaire de Caroline
- Natasha Andrews : Alice
- Lou Chauvain : Lorca
- Vincent Deniard : Thomas
- Arturo Perier : Benjamin
- Sophie Riffont : Maria
- Joris Sievert : Ivan

## Tournage
Le film a été tourné dans les départements  :
- du Val-de-Marne (Chevilly-Larue, Ivry-sur-Seine, Saint-Maur-des-Fossés)
- des Hauts-de-Seine (Nanterre)
- des Yvelines (Rennemoulin, Villepreux)
- à Paris (Paris 1er, Paris 5e, Paris 6e, Paris 10e, Paris 16e, Paris 20e)
- en Angleterre (Deal)

## Récompenses et distinctions
- Prix Louis-Delluc 2015 : prix du premier film